# Джафарова, Тамам Шахмамед кызы
Тамам Шахмамед кызы Джафарова (азерб. Tamam Şaməmməd qızı Cəfərova; род. 5 апреля 1959 года, Баку, Азербайджанская ССР) — государственный и политический деятель. Депутат Милли Меджлиса Азербайджанской Республики VI, VII созывов, член комитета по вопросам семьи, женщин и детей, член комитета по науке и образованию. 

## Биография
Родилась Тамам Джафарова 5 апреля 1959 году в городе Баку, ныне республики Азербайджан. В 1976 году окончила с золотой медалью среднюю школу № 180 города Баку. В рамках программы обучения молодежи в 1976 году поступила на исторический факультет Московского государственного университета им. Ломоносова. После окончания обучения в университете в 1981 году начала свою трудовую деятельность в качестве преподавателя в Азербайджанском институте нефти и химии имени Азизбекова.
C 1987 по1990 годы проходила обучение в очной аспирантуре Азербайджанского государственного университета (ныне Бакинский государственный университет). В 1991 году защитила кандидатскую диссертацию и была удостоена ученой степени кандидата исторических наук. С 1996 года работает в должности доцента.
До 2007 года работал доцентом на кафедре “политическая история” Азербайджанского государственного университета нефти и промышленности, с 2007 года по февраль 2019 года работала на кафедре “дипломатия и современные интеграционные процессы” факультета “международные отношения и экономика” Бакинского государственного университета. 
Тамам Джафарова является экспертом по гендерным проблемам и конфликтологии. В 2004 году окончила 6-месячный курс “конфликтология и навыки ведения переговоров” Института консенсусного строительства США. Был участником многочисленных местных и международных конференций.
С 2006 по 2016 годы являлась членом Центральной избирательной комиссии Азербайджанской Республики.
На выборах в Национальное собрание Азербайджана VI созыва, которые прошли 9 февраля 2020 года, баллотировалась по Шемахинскому избирательному округу № 85. По итогам выборов одержала победу и получила мандат депутата Милли Меджлиса Азербайджанской Республики. С 10 марта 2020 года приступила к депутатским обязанностям. Является членом комитета по вопросам семьи, женщин и детей, а также членом комитета по науке и образованию.
В 2024 году на парламентских выборах в Азербайджане, которые состоялись 1 сентября, одержала победу в Шемахинском избирательном округе №88. Официально избрана депутатом Милли Меджлиса Азербайджана седьмого созыва, первое заседание которого состоялось 23 сентября 2024 года.
Активно занимается общественной работой. С 2000 по 2005 годы была вице-президентом форума национальных неправительственных организаций. С 2000 года является учредителем и председателем общества ”Женщины с университетским образованием". С 2002 года является соучредителем и членом женской коалиции Фонда развития женщин ООН (UNIFEM) в Азербайджане, членом Южно-Кавказской женской коалиции.
На президентских выборах 2003 года была соучредителем общественного движения “Во имя нового Азербайджана”, поддержавшего кандидатуру общенационального лидера Гейдара Алиева. Является соучредителем и одним из 3 сопредседателей созданной в 2005 году Национальной конфедерации женщин Азербайджана, почетным президентом которой является первая леди страны Мехрибан Алиева.

## Награды
- Медаль "Прогресс" (2019)[7].
- Медаль «За укрепление парламентского сотрудничества» (2021, Межпарламентская ассамблея СНГ)[8].